# Assoziierte Elemente
Die assoziierten Elemente eines Rings sind ein Begriff aus der Teilbarkeitslehre in der Mathematik. Zwei Elemente {\displaystyle a} und {\displaystyle b} heißen assoziiert, wenn sie wechselseitig teilbar sind, wenn also „{\displaystyle a} teilt {\displaystyle b}“ und „{\displaystyle b} teilt {\displaystyle a}“ gleichzeitig erfüllt sind.

## Definition

### Kommutative Ringe
Zwei Elemente {\displaystyle a,b} eines Integritätsringes {\displaystyle R} (nullteilerfreier kommutativer Ring mit 1) heißen zueinander assoziiert, falls eine Einheit {\displaystyle \epsilon } mit {\displaystyle b=a\cdot \epsilon } existiert. 
Dies ist genau dann erfüllt, wenn sich {\displaystyle a} und {\displaystyle b} gegenseitig teilen, das heißt {\displaystyle a\mid b} und {\displaystyle b\mid a} erfüllt sind. Man schreibt auch {\displaystyle a\sim b}, oder {\displaystyle a~{\hat {=}}~b}.

### Nicht-kommutative Ringe
Zwei Elemente {\displaystyle a,b} eines nicht-kommutativen Rings {\displaystyle R} mit 1 heißen zueinander rechts assoziiert, falls eine Rechtseinheit {\displaystyle \epsilon } mit {\displaystyle b=a\cdot \epsilon } existiert. Dann ist sowohl {\displaystyle b} rechtes Vielfaches von {\displaystyle a}, das heißt {\displaystyle a} linker Teiler von {\displaystyle b}, als auch {\displaystyle a} rechtes Vielfaches von {\displaystyle b}.
Entsprechend definiert man links assoziiert mit einer Linkseinheit und linken Vielfachen. Sind zwei Elemente {\displaystyle a,b\,} sowohl links wie rechts assoziiert, gelten sie als zweiseitig assoziiert.
Darüber hinaus lassen sich zwei Elemente {\displaystyle a,b\in R} als erweitert assoziiert definieren, wenn es 2 Einheiten {\displaystyle \delta ,\epsilon } mit {\displaystyle b=\delta \cdot a\cdot \epsilon } gibt. Dann stehen {\displaystyle a,b} zwar nicht notwendigerweise in einer Teilbarkeitsbeziehung, es folgt jedoch aus zweiseitig assoziiert sowohl links assoziiert wie rechts assoziiert und sowohl aus links assoziiert wie aus rechts assoziiert noch erweitert assoziiert.
Bemerkung:
Im nicht-kommutativen Fall muss man bei der Teiler- und Vielfachen-Eigenschaft die Seitigkeit (linke, rechte) benennen, was das einfache Teilbarkeitssymbol (dessen symmetrische Gestalt schon einer Spiegelung mit inverser Bedeutung im Wege steht) des kommutativen Falls nicht ausdrücken kann.

## Eigenschaften
Assoziiertheit ist eine Äquivalenzrelation (auch die drei Formen einschließlich der erweiterten im nicht-kommutativen Fall). Sie ist mit der Teilerrelation (im nicht-kommutativen Fall in der richtig gewählten Seitigkeit) verträglich, das heißt für seitig assoziierte Elemente {\displaystyle a,b} sind die Teiler bzw. Vielfachen von {\displaystyle a} genau die Teiler bzw. Vielfachen von {\displaystyle b}.
In einem Integritätsring sind zwei Elemente genau dann assoziiert, wenn sie dasselbe Hauptideal erzeugen.

## Beispiele
- Im Ring {\displaystyle \mathbb {Z} } der ganzen Zahlen sind {\displaystyle a,b} genau dann assoziiert, wenn {\displaystyle a=\pm b} gilt. Dies liegt daran, dass in {\displaystyle \mathbb {Z} } die Zahlen {\displaystyle 1} und {\displaystyle -1} die einzigen Einheiten sind.
- In einem Körper sind alle von {\displaystyle 0} verschiedenen Elemente zueinander assoziiert.
- Im Polynomring {\displaystyle K[x]} über einem Körper {\displaystyle K} sind zwei Elemente {\displaystyle f} und {\displaystyle g} genau dann assoziiert, wenn ein {\displaystyle a\in K\setminus \{0\}} existiert mit {\displaystyle g=a\cdot f}.
- In einem faktoriellen Ring besitzt außer dem Nullelement jede Nichteinheit eine Zerlegung in irreduzible Elemente, die bis auf Reihenfolge und Assoziiertheit eindeutig ist.
- Im nicht-kommutativen Ring der Hurwitzquaternionen ist die Gruppe der 24 Einheiten {\displaystyle \left\{\pm 1,\pm \mathrm {i} ,\pm \mathrm {j} ,\pm \mathrm {k} ,{\tfrac {1}{2}}(\pm 1\pm \mathrm {i} \pm \mathrm {j} \pm \mathrm {k} )\right\}} nicht kommutativ. Außer den Hurwitzquaternionen mit Norm {\displaystyle 2} und den rein reellen, die nur zweiseitig Assoziierte haben, haben die übrigen auch einseitig (sowohl rechts und nicht links wie auch links und nicht rechts) Assoziierte, und ein von ihnen erzeugtes Rechts- bzw. Linksideal ist nicht zweiseitig.